# Кайтагское уцмийство
Кайтагское уцмийство или Уцми-Дарго — феодальное государство в Дагестане, существовавшее в V—XIX веках. Занимало территории современных Кайтагского, Дахадаевского районов и части Сергокалинского, Дербентского и Каякентского районов Дагестана.
Уцмии установили контроль над предгорьем к северу от Кайтага, населённые даргинцами и часть приморской зоны, населённую кумыками, что позволяло им контролировать торговый путь, соединявший Дербент и Закавказье с северокавказскими городами и итальянскими колониями Причерноморья, а также со столицей Золотой Орды — Сараем. Столицей уцмийства был расположенный на неприступной горе древний город-крепость Кала-корейш. Во второй половине XIV века уцмийство, как сторонник Золотой Орды, подверглось страшному разгрому от Тимура, от которого оправилось лишь к XV веку. В конце XVI века резиденция уцмия была перенесена в селение Маджалис, а позднее — в Башлы.
Ликвидировано в 1820 году в ходе Кавказской войны.

## История

### Происхождение титула
С незапамятных времён в средней части бассейна реки Уллу-чай находилось Кайтагское уцмийство. Происхождение титула правителя «уцмий» неясно:
Согласно арабской версии оно происходит от арабского слова «исми» («именитый»). По мнению Малачиханова Б.К., титул уцмий происходит от иудейского слова «оцум» (мн. число - ацацим), означающее «сильный, мощный» .
Согласно мнению Гусейнова Г-Р. А-К. происходит от древнетюркской лексемы Истеми, которая легла в основу древнекумыкского соционима уцмий.
Согласно даргинской версии, происходит от даргинского слова «уци», означающего «брат». Титул передавался не от отца к сыну, а одному из старших в роде, что часто приводило к столкновениям между претендентами.

### Название
Относительно происхождения названия и этимологии Кайтага отсутствует единое мнение. По мнению некоторых исследователей, он имеет местное происхождение, по мнению других - получил название от пришлого правящего класса. 
В. Ф. Минорский писал, что «название хайдак (кайтак) звучит по-алтайски (по-хазарски?)». 
Народная этимология название связывает с местным языком. По предположениям историков Б. Г. Алиева и М.-С. К. Умаханова, название Хайдак выводится из сочетания слов «гъай» и «дакьа», что переводится на русский как «гнать скот», «погонять скот». Согласно легенде, кайтагцы воровали скот у соседних сёл, те в свою очередь их так прозвали, откуда название разошлось.

### Раннее средневековье

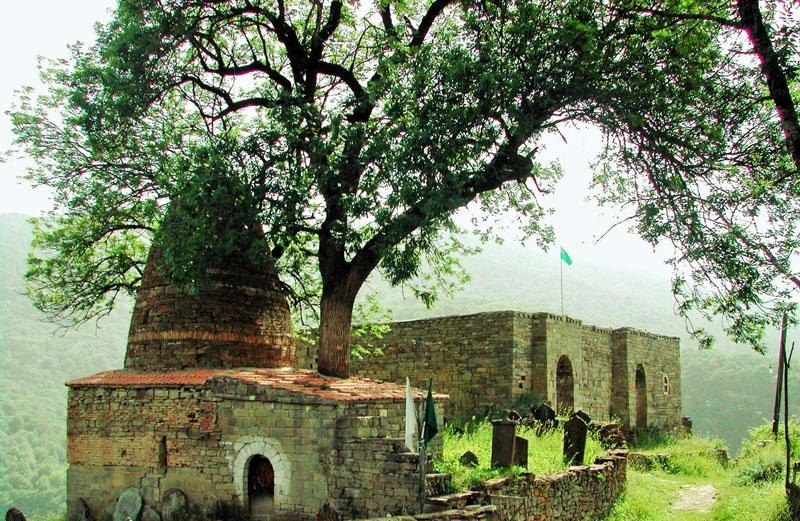
Кала-Корейш — усыпальница Кайтагских уцмиев

До середины XV века титул уцмий не встречается ни в арабских, ни в местных исторических источниках.
После распада Кавказской Албании Кайтаг выделяется в отдельное самостоятельное государственное образование, которое известно с первых походов арабских войск в Дагестан в VII веке как Хайдак. Столицей Кайтага до пришествия арабов был крупный для своего времени город Жалаги.
В VIII веке на территории Хайдаг уцмием стал Амир-Хамза, представитель Курейшитов. Его потомки далее правили в Кайтаге. Мусульманский правитель Кайтага нашёл более выгодным союз с хазарским каганом-иудеем, получив от него земли до Семендера включительно, чем с единоверным Дербентом. Воюя с соседним языческим Зирихгераном, кайтагские газии создали на границе с ним опорный пункт Кала-корейш, что означает «крепость курейшитов». Кайтагское уцмийство вело войны со своим соседом Владением Уркарахским. В X—XII веках. Кайтаг — одно из самых сильных и влиятельных дагестанских государств, играющих важную роль во внутриполитической жизни Дагестана. История Ширвана и Дербента, освещая события второй половины X — первой половины XI веков в Дагестане, упоминает только три наиболее сильных владения: Дербент, Серир, Хайдак. В середине X века правитель Семендера Салифан захватывает часть уцмийства, известную, как Нижний Кайтаг.
По показаниям Масуди, «Дагестан», с 944 года заключала в себе три провинции, одной из которых был — Кайтаг, к северу от Дербенда, коего столица Самандар (Тарки), основанная Ануширваном. Хаган хазарский имел там свою резиденцию. Когда Салман ибн Раби’а овладел Кайтагом, то хакан перенес свое местопребывание в город Итиль. Жители Самандара состояли большей частью из хазар, мусульман и евреев. Ибн Хаукал пишет, что русы в 969 году, взяв Самандар, уничтожили в нем много зданий и садов.
Так, в 1040 году хайдакцы захватывают цитадель ал-Баба (Дербент) и берут в плен эмира города. Примерно через 25 лет дербентские эмиры находят в своей борьбе с местными раисами поддержку и убежище в Хайдаке.
Около XII века в уцмийстве была построена большая Джума-мечеть, архитектура которой схожа со средневосточными и среднеазиатскими образцами. В этом же веке Владение уркарахское было захвачено уцмийством. Историческим центром и столицей уцмийства являлся Кала-корейш, расположенный на неприступной скале окруженный даргинскими вольными обществами уцми-дарго. Город стал столицей Кайтага после разрушения арабами Жалаги.

### Татарское вторжение
В 1239—1240 годы в Дагестан вторглась Монгольская империя. В это время произошла междоусобица двух Исламских государств — Кайтага и Казикумухского шамхальства. Из «Тарихи Дагестана» известно: 
«... разбилось зеркало согласия усилиями сатаны — наиболее заклятого из врагов, упрямство разъединило их, ибо исчезла добродетель среди людей и распространились ложь, зло и порок. В этих распрях не осталось места ни благоразумию, ни здравому смыслу. Затем оставшиеся в живых во время этих распрей потомки главы мучеников Хамзы и повелителя правоверных Аббаса, из числа султанов Хайдака и из моря ханских генеалогий, — [а именно] Мухаммадхан, Амирхан и Амирхамза заключили с аварскими ханами союз делить добро и зло при всех обстоятельствах. [В это время] между ними (правители Авар) и (эмирами) Гумука начались страшные войны и сатанинские распри. Аварский владыка отправил послания и послов из красноречивых и мудрых людей к султану Кавтар-шаху, в страну тюрок, жители которой приняли ислам ещё в правление амира правоверных ал-Омара ал-Фарука ан-Наки, „различающего добро и зло, чистого“….Затем пошел Кавтар-шах на Гумук с [войсками] тюрок с восточной стороны, а Саратан с войсками вилайата Авар совместно с султанами Хайдака — с западной стороны, и дошли они до Гумука в понедельник, в начале месяца рамадан, во время (правления) Наджмаддина. И сражались (жители Гумука), и пали мучениками в крепости, что над мечетью ал-Кудали, семьдесят юношей, которые пожертвовали имуществом, душой и телом и поклялись сражаться на пути всевышнего Аллаха. И сражались юноши в крепости в месяце сафар, а они („тюрки“, войска аварских и хайдакских правителей) разрушили Гумук в субботу. Эмиры (Гумука), что из потомков Хамзы и Аббаса, рассеялись по частям света, по окраинам вилайатов, а султаны Хайдака снова обосновались на своих землях, на своих престолах. Гумук был взят руками недостойных по происхождению».
Монголы покорили весь равнинный и предгорный Дагестан, в том числе и уцмийство. Обложили всё покорённое население большими податями. В результате вторжения Кала-корейш был разрушен и потерял свое значение. Уцмийство оказалось под сферой влияния Золотой Орды. Столицей уцмийства стал Уркарах.
В начале XIV века Кайтаг был значительным княжеством, имевшим тесные связи с Ширваном и с шамхальством. После ослабления власти Монголов в Дагестане, уцмийство не только перестала зависеть от Орды, но и в придачу обширную полосу предгорий к северу от своих владений. Это позволяло уцмиям контролировать торговый путь, соединявший Дербент и Закавказье с север-кавказскими городами и итальянскими городами-колониями на Чёрном море, в также с Сарай-Бату.

### Вторжение Тамерлана и его последствия
В конце XIV века, перед вторжением Тамерлана, умер уцмий Султан-Мухаммад. Между его двумя сыновьями, Султан-Алибеком и Ильчи-Ахмадом, началась борьба за власть. Султан-Алибек одержал победу и стал уцмием, в то время как Ильчи-Ахмаду пришлось бежать в Ширван. Он отличился в войне на стороне Тамерлана и получил за это прозвище Бахадур, то есть богатырь. На территориях к северо-западу от Самура, при помощи Тамерлана, он создал своё эмирство.
Кайтагцы, столь часто упоминаемые в средневековых источниках до XV века, как вполне оформившийся сильный народ, понесли страшный удар от Тамерлана: персидские источники пишут, что из каждой тысячи этого народа едва ли уцелело по одному. Под кайтагами именовали не только современных кайтагов, но и тюркоязычное население равнины, то есть кумыки. Территория их расселения сильно сократилась.
Кайтаг в XIV веке при правлении уцмия Амир-Чупана контролирует земли от Самура до Тарки, под сильным влиянием оказываются Зирихгеран и Кумух. В этот период уцмийство, контролируя участок «Великого шелкого пути», поддерживает тесные связи с Западной Европой через генуэзские колонии на Черном море, особенно Матреги. Это единственный в истории Дагестана этап взаимоотношений Дагестана с Западной Европой. Следствием этих контактов с Европой стал экономический подъем и проникновение христианства в уцмийство, особенно католицизма.
В феврале 1395 года Тамерлан вторгается на территорию Уцмийства. Уцмий находился в союзнических отношениях с Тохтамышем, и выступил со своим войском против Тамерлана и этого было достаточно, чтобы Тимур отдал приказ о полном его истреблении. Придворные историки Тимура Шами и Иезди свидетельствуют, что приказ был исполнен буквально: «Он так напал на их стороны и края, что из множества не спаслись даже немногие и из тысячи один; все те области он разграбил…и деревни их сожгли». На всей территории Кайтага, доступной завоевателям, были уничтожены селения, жители, буквально все живое. Тохтамыш, который был по дороге в Дагестан, услышав о разорении Кайтаге, панически отступил. Тимур начал преследовать Тохтамыша, но по пути разорил равнинные территории Кайтагского Уцмийства. Некоторые кайтагцы участвовали в битве при Акуша против войск Тимура, в которой объединенные силы дагестанцев были разбиты.
Медленно восстанавливал Кайтаг свои силы после разгрома нанесенного Тамерланом. Хозяйство пришло в упадок, сократилось население. Кроме того, надо учесть, что торговый путь, пролегавший по землям уцмийства, потерял свое значение. Уцмию Алильбеку удается восстановить контроль над приморской равниной до Тарков включительно и вступить в союз с Ширваном, что было закреплено браком ширваншаха Фаррух Ясара с сестрой уцмия и усилило его активность. Отделившийся в конце XIV века Зирихгеран сохранял свою самостоятельность, ослабло влияние на вольные общества, которые ранее входили в уцмийство.

### Новое время

#### XVI—XVII века
В XVI веке уцмиями были Хасан-Али, Султан-Ахмад, а затем Хан-Мухаммад. При Султан Ахмаде столица уцмийства была перенесена из Уркараха в Маджалис.
После смерти уцмия Султан-Ахмада начался длительный период усобицы между его четырьмя сыновьями и вмешательством Тарковского шамхала. Это ослабило кайтагское государство и сказалось на положении уцмийства, ухудшило положение уцмия с соседними вольными обществами. После переноса своей резиденции в Нижний Кайтаг он продолжал считать себя правителем всего Кайтаг-Дарго и стал требовать с населения дань. Но большинство обществ: Мюйра, гапша, Ганк, Китагана, Ирчамун, хотя и являлись входящими в уцмийство, податей феодалам не платили. Они считались вольными, самостоятельными, могли добровольно поддержать уцмия, но принудить их он не мог. Вольными узденскими селами были также кумыкские села Башлы, который был единственным узденьским аулом в Теркеме, а также кумыкские села Утамыш, Алхаджакент, входящее в область Гамри, управляемой собственными карачи-беками.
Об отношениях уцмия с кумыками Башлы ведает следующая цитата:

Между всеми узденскими обществами сел. Башлы по населенности и богатству своих угодий имело преобладающее влияние в делах, относившихся до всего Кайтага. Но вместе с тем это селение из всех узденских обществ было в более тесных отношениях к уцмию, так как он жил здесь почти постоянно; хотя и случалось, что башлинцы, недовольные поведением уцмия, изгоняли его из своего селения, и тогда он переносил свое местопребывание в Маджалис. Башлинцы смотрели на уцмия как на своего естественного предводителя и защитника как от внешних врагов, так и внутренних, но по их понятию поддерживание внутреннего порядка и преследование злонамеренных людей лежало на обязанности уцмия, для чего общество отдавало в его распоряжение всех своих тулганов (земскую стражу), словом, вверяло ему в некотором роде исполнительную власть и в вознаграждение за это представляло ему некоторые материальные выгоды. 
В Теркеме кайтагские беки пользовались правами феодальных монархов. Взаимоотношения между зависимыми крестьянами и феодалами часто обострялись. Уцмий Султан-Ахмад вынужден был издать сборник адатов, регулирующих взаимоотношения между беками и крестьянами.
Кайтагское уцмийство состояло из владений уцмия и беков, входивших в уцмийский род, вольных кумыкских земель обществ Башлы, Алхаджакент, Утамыш, земли независимых общин Верхнего Кайтага и юго-восточной части даргинских земель (кроме Сюрги), признававших уцмия верховным предводителем лишь во время войны или при переговорах с иностранными государствами, а иногда — верховным арбитром в спорных судебных делах. Входившие в уцмийство независимые общинные союзы (т. н. Уцми-Дарго) упорно сопротивлялись всяким попыткам уцмия распространить на них свою власть. Будучи главной военной силой уцмийства во время внешних столкновений, общины Уцми-Дарго имели и большой внутриполитический вес. Их голос играл решающую роль на собраниях знати для избрания нового уцмия из представителей княжеского рода. По мнению профессора А. Г. Гаджиева, основное ядро Кайтагского уцмийства составляли даргинцы-кайтагцы.
Перенос столицы уцмиев на равнинную часть Кайтага был сделан не случайно. Он объяснялся тем, что уцмии не сумели приобрести «ни сел, ни земель» в горной части Кайтага, не могли вмешиваться в дела узденских сельских обществ, отстаивавших в упорной борьбе с уцмиями свою административную и политическую самостоятельность. В итоге уцмии более не могли оставаться в горах, и вынуждены были перевести свое местопребывание в Нижний Кайтаг, в Маджалис.
Уцмий Рустам-хан в первой половине XVII в. проводил самостоятельную внешнюю политику. Архивные данные свидетельствуют, что он был «в горах человек первой», самовластный и гордый, и что «никоторые де боязни себе» не имел, поскольку земля его была в «крепких местах». Проводить самостоятельную внешнюю политику Рустам-хану позволяло то, что он имел в своем распоряжении более 1200 пеших и конных воинов. Для Дагестана XVII в. это была большая сила. Эвлия Челеби писал о трех тысячах воинов уцмия.
По поздним сведениям ещё при жизни уцмия в Башлы избирался его преемник — гаттин. Он принимал активное участие в управлении уцмийством. Раз в году гаттин объезжал узденские общества, творил там суд и даже собирал подати. Важную роль в управлении уцмийством играло и мусульманское духовенство — кадии, решавшие судебные дела в сельских обществах по шариату. Кадии Уркараха и Кубачи считались наиболее авторитетными в горах Кайтага из-за своего арабского происхождения.
Согласно «Постановлениям» Рустам-хана уцмии и беки на местах взяли в свои руки и судебное дело. «Пусть уцмий наказывает тех, которые делают насилие и притеснения другим» — гласит одна из статей норм обычного права кайтагцев. Однако уцмий мог приговорить к смерти лишь собственных крестьян. Это он мог позволить по отношению к терекеменцам находившимся в полной от него зависимости. В узденских же магалах он согласовывал свои решения и действия с их главами (старшинами или кевхами).
С переносом резиденции в Нижний Кайтаг, где до этого правили беки, власть уцмиев значительно ослабла. В горах же стали управлять именно беки; в силу этого влияние уцмия там стало слабеть. Тем не менее, в 1645 г. в горном Кайтаге уцмий Рустам-хан нашел поддержку, когда против него в Нижнем Кайтаге выступил его племянник Амирхан-Султан, поддержанный сефевидским шахом Аббасом II.
В 1631—1632 годы определились претенденты на власть уцмия Рустам-хана. Это были «братья его Чюкук, Устархан, и сын его Хан». В оппозиции к Рустам-хану находились и его двоюродные братья, желавшие «после смерти отца своего бытии у кизылбашского шаха в подданных». В 1645 году племянник уцмия Рустум-хана Амирхан-султан с помощью войск иранского шаха Аббаса II в ходе междоусобной войны распространил свою власть на Нижний Кайтаг, вытеснив Рустам-хана в горы. В результате Кайтаг оказался поделенным на две части (Енгикентцы и Маджалисцы), между правителями которых не прекращалась борьба. В результате раздора, младшая енгикентская ветвь истребила всю старшую маджалисскую, исключая малолетнего Гусейн-хана, которого спас один из его приближённых по имени Айде-бек. Он увёз его к шамхалу, а по достижении своего совершеннолетия Гусейн-хан отправился в Персию. Только в 1689 году после победы уцмия Али-Султана над ставленником шаха Сулеймана Гусейн-ханом, который даже сумел вначале захватить Башлы, но затем был вытеснен Али-Султаном в Кубу, где основал ханство и умер. Кайтаг воссоединился.

#### XVIII—XIX века
Уцмии проводили активную политику в начале XVIII века. Кайтаг был активным участником антииранского восстания первой четверти XVIII века Уцмий Ахмед-хан одним из первых начал противостояние иранским наместникам стал одним из руководителей восстания. Умело взаимодействуя с другими лидерами противостояния — Хаджи-Даудом Мюшкюрским и Сурхаем Казикумухским, Ахмед-хан сделал крупный вклад в деле изгнания персов из Южного Дагестана и Ширвана.
После антииранского восстания Ахмед-хан был вовлечëн в Персидский поход Петра I. Происходит крупная Битва на реке Инчхе между российскими войсками и объединенными войсками Ахмед-хана и утамышского султана Махмуда.

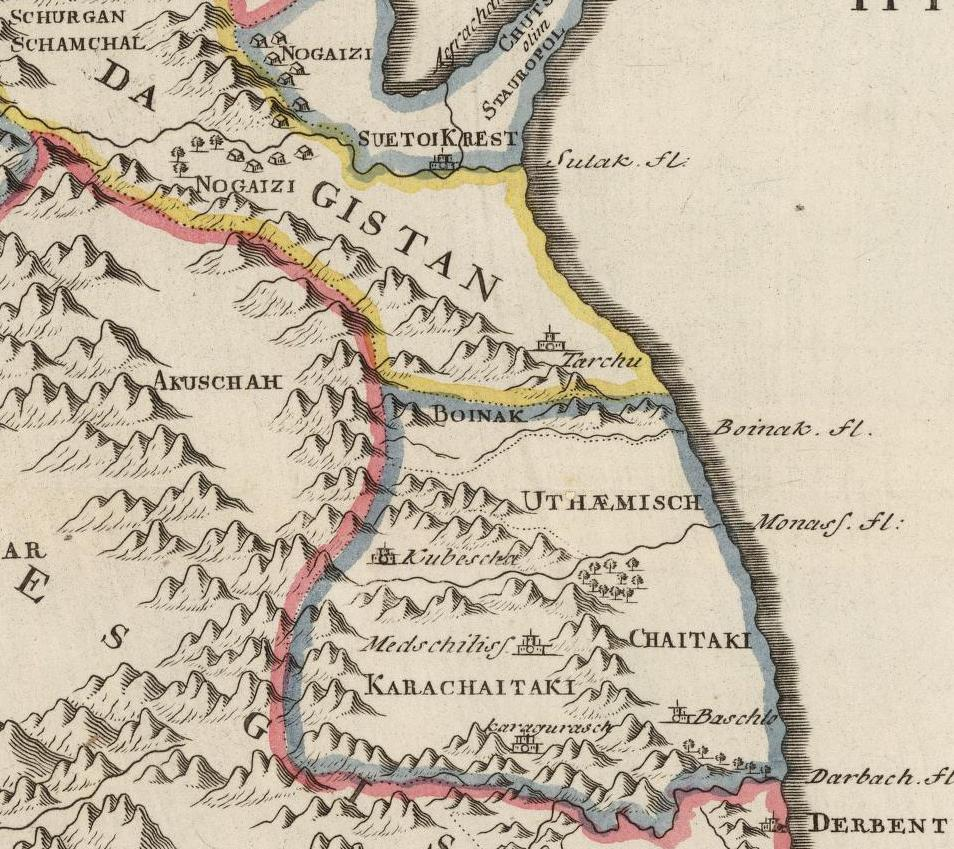
Кайтаг («Chaitaki») и Каракайтаг («Karachaitaki») на карте Гербера 1728 года

В период с 1700 до середины 1730-х годов уцмийство выступает как одно из сильных и влиятельных политических образований Дагестана. Уцмий успешно проводит политику лавирования по отношению к трем мировым державам — России, Турции и Ирану, сумев сохранить суверенитет, международную роль Кайтага.
С середины 30-х годов до 1747 года проходит один из сложнейших эпизодов как в истории Кайтагского уцмийства, так и для Дагестана в целом. Кайтаг одним из первых принял на себя удар иранских полчищ Надир-шаха. В 1735 году войска Надир-шаха разрушительно прошлись по территории уцмийства. В связи с этим уцмий Ахмед-хан вынужден был признать власть Ирана. Однако уцмий, будучи человеком хитрым, ведет сложную политическую игру, внешне проявляя лояльность, но всячески игнорируя указы и предложения шаха, касающиеся Дагестана. Но даже подобная "лояльность" продолжалась не долго. Уцмий возглавил горцев из Табасарана, Хиналуга, Ахты-пара, Хурали и Кайтага и присоединился к восставшим джарцам, которые нанесли жестокое поражение иранцам во главе с братом Надир-шаха Ибрагим-ханом, который был убит в числе многих других высокопоставленных военачальников. Ахмед-хан вместе с другими дагестанскими владетелями нанес поражение отступавшему из Аварии большому соединению иранских войск в ущелье Капкай. Из 30 тысяч иранских войск до Дербента дошли всего человек «сто и то нагие».

После смерти Ахмед-хана уцмием становится его внук Амир-Хамза. Время 36-летнего правления Амир-Хамзы отмечено наиболее интенсивным процессом политических взаимоотношений Кайтага с другими дагестанскими государствами. При нем внешняя политика достигла крупного размаха. Табасаранское кадийство оказалось под его прямым влиянием. Он оказал помощь Кубинскому правителю Фатали-хану в присоединении к его ханству Дербентского ханства, а затем на всю оставшуюся жизнь стал его самым непримиримым противником. Сплотив в коалицию большинство дагестанских владетелей Амир-Хамза нанес крупное поражение Фатали-хану в битве при Гавдушане.С подписанием Гюлистанского мирного договора после русско-иранской войны 1804-1813 годов в Дагестане бушевала так называемся Кавказская война, целью которой для России было включение сопротивляющегося Северного Кавказа в свои владения. С этого момента Кайтагское уцмийство перестает быть для России субъектом внешней политики. Отношение ряда дагестанских правителей к России после договора начинает резко ухудшаться. Они объединяются в антироссийскую коалицию. Но тогдашний уцмий Адиль-хан, приняв присягу России, не поддерживал коалицию, так как его сын находился с заложниках в Дербенте, но Адиль-хан и не противодействовал коалиции. Он ведет политику маневрирования, что не устраивает российские власти. Долго это не продолжалось и он присоединяется к коалиции и открыто выступает против России. За такую политику российское военное командование принимает радикальное решение. 26 января 1820 г. уцмий Адиль-хан был отстранен от власти, и одновременно был упразднен титул уцмия. С этого времени Кайтагское уцмийство перестает существовать как политический субъект.
Уцмийский род, как символ самостоятельной государственности народа Кайтаг-Дарго, перестал существовать. С ним перестало существовать и само государство — Кайтагское уцмийство, которое на протяжении многих веков являлось одним из сильных и влиятельных государственных образований Дагестана и которое играло наиболее заметную, а часто и ведущую, роль во всех политических процессах Дагестана и вносившее, таким образом, свою немалую долю в сохранение целостности и политического единства Дагестана на протяжении всей своей многовековой истории.
Муртазаев А.О.

## Религия
В XIII веке в Кайтаг прибывают католические миссионеры, а ещё позже миссионеры из Грузии и Армении. Кайтагцы исповедуют как Христианство, так и Ислам. Уцмии были мусульманами и вели газийские войны с соседями и активно насаждали ислам другим кайтагцам. В 1370 году источники называют епископа Лазаря Таркинского — бывшего «лезгинского» епископа греческого вероисповедания, перешедшего в католицизм.

## Экономика
Д. И. Тихонов отмечал, что жители Кайтага выращивали хлеб, выкапывали марену, занимались пчеловодством, скотоводством и особенно садоводством. Также он писал о многочисленности мучных мельниц. Население, по его словам, «из шерсти овечей делают на продажу ж и домашние употребления простые сукна: синие, черные, белые, и разные ковры, делают и бумажный холст», а также «Ружья, пистолеты, сабли и кинжалы с оправой серебряной», делали сами и порох. Последнее относится к Кубачи. И. Гербер писал, что кубачинцы «все люди мастеровые, у них делается самая лутчая серебрянная работа, оружие, добрые сабли, панцери и протчее, которое не токмо во всех здешних местах, но и в Персии и в турецкой земле славно, и такое оружие с охотой покупают».
Как писал А. И. Ахвердов, кайтагцы «имеют довольно изрядной прибыток от своих земель, как-то: на плоскости живущие хлебопашеством, посевом Сорочинского пшена и хлопчатой бумаги, шелководством, также от нефтяных колодцов». Жители предгорного Кайтага «имеют небольшие хлебопашества. Главной же их доход составляют фруктовые деревья, как-то: дулевые, яблочные, айвовые, персиковые, абрикосовые, ореховые». Обитатели горного Кайтага «имеют очень нужную землю, на которой сеют какарузы и выделывают из оной муку, а главное пропитание имеют от овечьих стад, кои содержат зимой на плоскости, а летом в горах».
Занимались и торговлей. Торговали в основном с соседними владениями, как-то: скотом, хлебом, медом и воском. Сами покупали привозимые из России и Персии парчи и сукна, медь, олово, железо, а свинец и селитру из Дербента и Кубы. Серебро и золото привозили из России и Персии. Лучшие кремни покупали в Губдене.

## Население
Население уцмийства состояло из различных этнических групп, среди которых были даргинцы (в том числе кайтагцы и кубачинцы), кумыки, терекеменцы и горские евреи. Кайтаг был густонаселенной частью Среднего Дагестана. В нём было более 100 населенных пунктов. По сведениям путешественника Эвлии Челеби (1611—1682), в уцмийстве было 20-50 тысяч человек. К 1796 году население доходило до 75 тысяч. Согласно материалам начала 19 века, в уцмийстве было 29 484 жителя. В 1830-е года «Владение Каракайтагское» имело более 10 400 дымов с 36700 душами мужского пола. По мнению профессора А. Г. Гаджиева, основное ядро Кайтагского уцмийства составляли даргинцы-кайтагцы. Уцмий в 20-е годы XVIII мог собрать 16 тысяч нукеров: «8000 татар , тавлинцов 6000 , а его усменових 2000».  Из кумыков в основном формировался класс служилых людей - то есть постоянных воинов.
Национальный состав, по данным 1890 года, на территориях бывшего уцмийства выглядел так:
| № | Национальность | Численность, чел | Доля |
| - | -------------- | ---------------- | ---- |
| 1 | Даргинцы       | 18 974           | 37%  |
| 2 | Кайтагцы       | 13 220           | 26%  |
| 3 | Кумыки         | 11 767           | 23%  |
| 4 | Терекеменцы    | 4 653            | 9 %  |
| 5 | Кубачинцы      | 2 232            | 4%   |
| 6 | Горские евреи  | 1 004            | 2%   |

Предполагается, что в XVII — нач. XIX веках эти этносы занимали те же места по своей численности, хотя и с другими цифрами.

## Правители

### Хайдакан-шах
- Адур-нарсе[44][45] —  середина IX в.?

### Султан
- Газанфар Ал-Гаррар[46][47] — начало XI в.?[48]

### Уцмии
Список уцмиев с XIV века и годы правления:
- Султан-Мухаммадхан — начало-середина XIV в.[49]
- Султан-Алибек, сын предыдущего — середина XIV в.
- Амир-Чупан Гази, сын предыдущего, потомок Хамзы ибн аль-Мутталиба[50] — 60-70 гг. XIV в.
- Уцмий Сураки, сын предыдущего — конец XIV в.
- Амир-Чупан II, сын Мухаммада, сына Сураки — начало XV в.
- Султан-Мухаммад, сын предыдущего — 40 гг. XV в.
- Уцмий Алильбек, сын предыдущего — ок. 1466 г.
- Уцмий Амир-Шамхал, сын предыдущего — середина XVI в.
- Хасан-Али, сын предыдущего  — до 1578 г.
- Султан-Ахмад, сын предыдущего — 1578-1588 гг.
- Хан-Мухаммад, сын предыдущего — 1588-1595 гг.
- Амир-Хамза, сын предыдущего — 1595-1608/9 гг.
- Рустам-хан, младший брат предыдущего — 1609-1645 гг.
- Амирхан-Султан, сын Амир-Хамзы, племянник предыдущего — 1645-1659 гг.
- Улуг (Уллубий), сын Рустам-хана — 1659-1669 гг.
- Али-Султан —  1670-1696 гг.
- Гусейн-хан Кубинский — 1688-1689 гг.
- Амир-Хамза, сын Али-Султана — 1696-1706 гг.
- Ахмед-хан Кубинский, сын Гусейн-хана — 1706-1711 гг.
- Ахмед-хан Большой, сын Уллубия, сына Рустам-хана — 1711-1750 гг.
- Амир-Хамза, внук предыдущего — 1751-1787 гг.
- Устар-хан, брат предыдущего, внук Ахмед-хана Большого — 1788-1790 гг.
- Али-бек, сын Амир-Хамзы — 1790-1796 гг.
- Рустам-хан II, двоюродный брат предыдущего —  1796-1800 гг.
- Рази-бек, сын Амир-Хамзы —  1800-1801 гг.
- Рустам-хан II, двоюродный брат Али-бека (вторично) —  1801-1804 гг.
- Али-хан, сын Устар-хана — 1804-1809 гг.
- Адиль-хан, сын Устар-хана — 1809-1819 гг.

### Генеалогия
Генеалогия уцмиев, согласно Муртазаеву:
|  |  |                |  |              |              | Султан-Мухаммадхан  |              |              |              |                         |  |            |            |            |            |                      |            |  |  |  |  |  |  |  |  |  |  |
|  |  |                |  |              |              |                     |              |              |              |                         |  |            |            |            |            |                      |            |  |  |  |  |  |  |  |  |  |  |
|  |  |                |  |              |              | Султан-Алибек       |              |              |              |                         |  |            |            |            |            |                      |            |  |  |  |  |  |  |  |  |  |  |
|  |  |                |  |              |              |                     |              |              |              |                         |  |            |            |            |            |                      |            |  |  |  |  |  |  |  |  |  |  |
|  |  |                |  |              |              | Амир-Чупан Гази     |              |              |              |                         |  |            |            |            |            |                      |            |  |  |  |  |  |  |  |  |  |  |
|  |  |                |  |              |              |                     |              |              |              |                         |  |            |            |            |            |                      |            |  |  |  |  |  |  |  |  |  |  |
|  |  |                |  |              |              | Уцмий Сураки        |              |              |              |                         |  |            |            |            |            |                      |            |  |  |  |  |  |  |  |  |  |  |
|  |  |                |  |              |              |                     |              |              |              |                         |  |            |            |            |            |                      |            |  |  |  |  |  |  |  |  |  |  |
|  |  |                |  |              |              | Мухаммад (не уцмий) |              |              |              |                         |  |            |            |            |            |                      |            |  |  |  |  |  |  |  |  |  |  |
|  |  |                |  |              |              |                     |              |              |              |                         |  |            |            |            |            |                      |            |  |  |  |  |  |  |  |  |  |  |
|  |  |                |  |              |              | Амир-Чупан II       |              |              |              |                         |  |            |            |            |            |                      |            |  |  |  |  |  |  |  |  |  |  |
|  |  |                |  |              |              |                     |              |              |              |                         |  |            |            |            |            |                      |            |  |  |  |  |  |  |  |  |  |  |
|  |  |                |  |              |              | Султан-Мухаммад     |              |              |              |                         |  |            |            |            |            |                      |            |  |  |  |  |  |  |  |  |  |  |
|  |  |                |  |              |              |                     |              |              |              |                         |  |            |            |            |            |                      |            |  |  |  |  |  |  |  |  |  |  |
|  |  |                |  |              |              | Алильбек            |              |              |              |                         |  |            |            |            |            |                      |            |  |  |  |  |  |  |  |  |  |  |
|  |  |                |  |              |              |                     |              |              |              |                         |  |            |            |            |            |                      |            |  |  |  |  |  |  |  |  |  |  |
|  |  |                |  |              |              | Амир-Шамхал         |              |              |              |                         |  |            |            |            |            |                      |            |  |  |  |  |  |  |  |  |  |  |
|  |  |                |  |              |              |                     |              |              |              |                         |  |            |            |            |            |                      |            |  |  |  |  |  |  |  |  |  |  |
|  |  |                |  |              |              | Хасан-Али           |              |              |              |                         |  |            |            |            |            |                      |            |  |  |  |  |  |  |  |  |  |  |
|  |  |                |  |              |              |                     |              |              |              |                         |  |            |            |            |            |                      |            |  |  |  |  |  |  |  |  |  |  |
|  |  |                |  |              |              | Султан-Ахмад        |              |              |              |                         |  |            |            |            |            |                      |            |  |  |  |  |  |  |  |  |  |  |
|  |  |                |  |              |              |                     |              |              |              |                         |  |            |            |            |            |                      |            |  |  |  |  |  |  |  |  |  |  |
|  |  |                |  |              |              | Хан-Мухаммад        |              |              |              |                         |  |            |            |            |            |                      |            |  |  |  |  |  |  |  |  |  |  |
|  |  |                |  |              |              |                     |              |              |              |                         |  |            |            |            |            |                      |            |  |  |  |  |  |  |  |  |  |  |
|  |  |                |  |              |              |                     |              |              |              |                         |  |            |            |            |            |                      |            |  |  |  |  |  |  |  |  |  |  |
|  |  | Амир-Хамза     |  |              |              |                     |              |              |              |                         |  |            |            |            |            |                      |            |  |  |  |  |  |  |  |  |  |  |
|  |  |                |  |              |              |                     |              |              |              | Рустам-хан              |  |            |            |            |            |                      |            |  |  |  |  |  |  |  |  |  |  |
|  |  | Амирхан-Султан |  |              |              |                     |              |              |              |                         |  |            |            |            |            |                      |            |  |  |  |  |  |  |  |  |  |  |
|  |  |                |  |              |              |                     |              |              |              | Улуг (Уллубий)          |  |            |            |            |            |                      |            |  |  |  |  |  |  |  |  |  |  |
|  |  | Али-Султан     |  |              |              |                     |              |              |              |                         |  |            |            |            |            |                      |            |  |  |  |  |  |  |  |  |  |  |
|  |  |                |  |              |              |                     |              |              |              |                         |  |            |            |            |            | Гусейн-хан Кубинский |            |  |  |  |  |  |  |  |  |  |  |
|  |  | Амир-Хамза     |  |              |              |                     |              |              |              |                         |  |            |            |            |            |                      |            |  |  |  |  |  |  |  |  |  |  |
|  |  |                |  |              |              |                     |              |              |              |                         |  |            |            |            |            | Ахмед-хан Кубинский  |            |  |  |  |  |  |  |  |  |  |  |
|  |  |                |  |              |              |                     |              |              |              |                         |  |            |            |            |            |                      |            |  |  |  |  |  |  |  |  |  |  |
|  |  |                |  |              |              |                     |              |              |              | Ахмед-хан Большой       |  |            |            |            |            |                      |            |  |  |  |  |  |  |  |  |  |  |
|  |  |                |  |              |              |                     |              |              |              |                         |  |            |            |            |            |                      |            |  |  |  |  |  |  |  |  |  |  |
|  |  |                |  |              |              |                     |              |              |              | Хан-Мухаммад (не уцмий) |  |            |            |            |            |                      |            |  |  |  |  |  |  |  |  |  |  |
|  |  |                |  |              |              |                     |              |              |              |                         |  |            |            |            |            |                      |            |  |  |  |  |  |  |  |  |  |  |
|  |  |                |  |              |              |                     |              |              |              |                         |  |            |            |            |            |                      |            |  |  |  |  |  |  |  |  |  |  |
|  |  |                |  | ? (не уцмий) | ? (не уцмий) | ? (не уцмий)        | ? (не уцмий) | ? (не уцмий) | ? (не уцмий) |                         |  | Амир-Хамза | Амир-Хамза | Амир-Хамза | Амир-Хамза | Амир-Хамза           | Амир-Хамза |  |  |  |  |  |  |  |  |  |  |
|  |  |                |  | ? (не уцмий) | ? (не уцмий) | ? (не уцмий)        | ? (не уцмий) | ? (не уцмий) | ? (не уцмий) |                         |  | Амир-Хамза | Амир-Хамза | Амир-Хамза | Амир-Хамза | Амир-Хамза           | Амир-Хамза |  |  |  |  |  |  |  |  |  |  |
|  |  |                |  |              |              |                     |              | Устар-хан    |              |                         |  |            |            |            |            |                      |            |  |  |  |  |  |  |  |  |  |  |
|  |  |                |  |              |              |                     |              |              |              |                         |  |            |            |            |            |                      |            |  |  |  |  |  |  |  |  |  |  |
|  |  |                |  |              |              |                     |              |              |              |                         |  |            |            |            |            |                      |            |  |  |  |  |  |  |  |  |  |  |
|  |  |                |  |              |              |                     |              |              |              | Али-бек                 |  |            |            |            |            |                      |            |  |  |  |  |  |  |  |  |  |  |
|  |  | Рустам-хан II  |  |              |              |                     |              |              |              |                         |  |            |            |            |            |                      |            |  |  |  |  |  |  |  |  |  |  |
|  |  |                |  |              |              |                     |              |              |              |                         |  |            |            |            |            | Рази-бек             |            |  |  |  |  |  |  |  |  |  |  |
|  |  |                |  |              |              |                     |              |              |              |                         |  |            |            |            |            |                      |            |  |  |  |  |  |  |  |  |  |  |
|  |  |                |  |              |              |                     |              |              |              |                         |  |            |            |            |            |                      |            |  |  |  |  |  |  |  |  |  |  |
|  |  | Али-хан        |  |              |              |                     |              |              |              |                         |  |            |            |            |            |                      |            |  |  |  |  |  |  |  |  |  |  |
|  |  |                |  |              |              |                     |              |              |              | Адиль-хан               |  |            |            |            |            |                      |            |  |  |  |  |  |  |  |  |  |  |